# 150 personae non gratae della Turchia

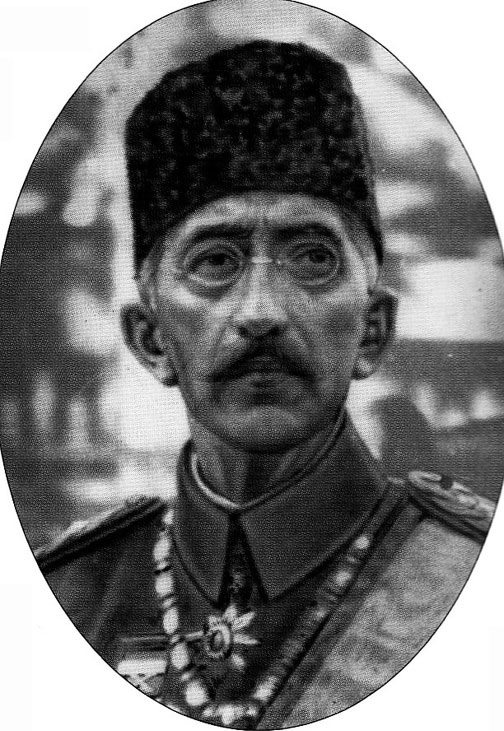
L'ex sultano Mehmed VI fu messo al primo posto nella lista delle 150 personae non gratae della Turchia

Le 150 personae non gratae della Turchia (in turco Yüzellilikler, "Centocinquanta") è un elenco di personaggi di alto rango dell'Impero ottomano che furono esiliati dalla Repubblica di Turchia poco dopo la fine della guerra d'indipendenza turca con l'armistizio di Mudanya l'11 ottobre 1922. Il Sultanato fu abolito dalla Grande Assemblea Nazionale Turca ad Angora (Ankara) il 1º novembre 1922 e l'ultimo sultano ottomano, Mehmet VI, fu dichiarato persona non grata. Lasciando Costantinopoli (oggi Istanbul) a bordo della nave da guerra britannica HMS Malaya il 17 novembre 1922, andò in esilio e morì a Sanremo, in Italia, il 16 maggio 1926.
La lista fu creata il 23 aprile 1924 dalla Grande Assemblea Nazionale Turca e rivista il 1º giugno 1924. Prendendo di mira l'ex élite al potere imperiale, riaffermò la rottura politica e culturale tra l'Impero e la Repubblica. L'elenco preliminare conteneva 600 individui.

## Lista
| Dinastia ottomana                                                |                                                        |                                                                                |
| #                                                                | Nome                                                   | Descrizione                                                                    |
| 1                                                                | Mehmed VI                                              | Ultimo sultano dell'Impero ottomano                                            |
| 2                                                                | Kiraz Hamdi                                            | Aiutante di campo del Sultano                                                  |
| 3                                                                | Zeki                                                   | Generale Hademe-i Hassa                                                        |
| 4                                                                | Kayserili Şaban Ağa                                    | Hazine-i Hassa Müfettişi (Ispettore del deposito centrale ottomano)            |
| 5                                                                | Şükrü Tütüncübaşı                                      |                                                                                |
| 6                                                                | Şerkarin Yaver                                         |                                                                                |
| 7                                                                | Miralay Tahir                                          |                                                                                |
| 8                                                                | Seryaver Avni                                          |                                                                                |
| 9                                                                | Refik                                                  | ex Hazine-i Hassa Müdürü ve Defter-i Hakani Emini                              |
| Governo Imperiale                                                |                                                        |                                                                                |
| 10                                                               | Ürgüplü Mustafa Sabri Efendi                           | ex Sheikh ul-Islam                                                             |
| 11                                                               | Ali Rüşdi                                              | Ministro della Giustizia                                                       |
| 12                                                               | Cemal Artin                                            | Ministro dell'Agricoltura e del Commercio                                      |
| 13                                                               | Cakacı Hamdi Pascià                                    | ex Ministro della Marina                                                       |
| 14                                                               | Rumbeyoğlu Fahrettin                                   | ex Ministro dell'Istruzione e Ministro della Giustizia                         |
| 15                                                               | Kızılhançerli Remzi                                    | ex Ministro dell'Agricoltura e del Commercio                                   |
| 16                                                               | Hâdi Pascià                                            | Generale e firmatario del Trattato di Sèvres                                   |
| 17                                                               | Rıza Tevfik Bölükbaşı                                  | ex Şura-yı Devlet Reisi e firmatario del Trattato di Sèvres                    |
| 18                                                               | Reşat Halis                                            | ex Ambasciatore ottomano in Svizzera e firmatario del Trattato di Sèvres       |
| 'Esercito del Califfo ('Kuva-i İnzibatiye)                       |                                                        |                                                                                |
| 19                                                               | Süleyman Şefik Pascià                                  | Comandante in Capo del Kuva-i İnzibatiye                                       |
| 20                                                               | Bulgar Tahsin                                          | Capitano della Cavalleria (aiutante di Şefik Pascià)                           |
| 21                                                               | Ahmet Refik                                            | Colonnello del Kuva-i İnzibatiye, Erkan-ı Harbiye Reisi                        |
| 22                                                               | Tarık Mümtaz                                           | Comandante del Kuva-i İnzibatiye Mitralyöz a aiutante di Damat Ferit Pascià    |
| 23                                                               | Ali Nadir Pascià                                       | Kuva-i İnzibatiye, Comandante dei corpi dell'Armata di İzmir                   |
| 24                                                               | Kaymakam Fettah                                        | Membro del Kuva-i İnzibatiye & Nemrut Mustafa Divanı Harp                      |
| 25                                                               | Çopur Hakkı                                            | Membro Kuva-i İnzibatiye                                                       |
| Governatori (vali) delle province dell'Impero ottomano (vilayet) |                                                        |                                                                                |
| 26                                                               | Gümülcineli İsmail                                     | ex Governatore di Bursa                                                        |
| 27                                                               | Konyalı Zeynelabidin                                   | Ayandan                                                                        |
| 28                                                               | Fanizade Mes´ud                                        | ex Cebelibereket (Osmaniye) Mutasarrıfı                                        |
| 29                                                               | Miralay Sadık                                          | Hürriyet ve İtilaf Fırkası leader                                              |
| 30                                                               | Bedirhani Halil Râmi                                   | ex Malatya Mutasarrıfı                                                         |
| 31                                                               | Giritli Hüsnü                                          | ex Mutasarrıf di Manisa                                                        |
| 32                                                               | Nemrud Mustafa                                         | ex Giudice della Corte marziale                                                |
| 33                                                               | Hulusi                                                 | ex Sindaco di Uşak                                                             |
| 34                                                               | Hain Mustafa                                           | ex Governatore distrettuale di Adapazarı                                       |
| 35                                                               | Hafız Ahmet                                            | ex Müftü di Tekirdağ                                                           |
| 36                                                               | Sâbit                                                  | ex Mutasarrıf di Afyonkarahisar                                                |
| 37                                                               | Celâl Kadri                                            | ex Mutasarrıf di Gaziantep                                                     |
| 38                                                               | Adanalı Zeynelabidin                                   | Editore generale di Hürriyet ve İtilaf                                         |
| 39                                                               | Vasfi Hoca                                             | ex Evkaf Nazırı                                                                |
| 40                                                               | Damat Ali Galip                                        | ex Governatore di Harput                                                       |
| 41                                                               | Ömer Fevzi                                             | Müftü di Bursa                                                                 |
| 42                                                               | Ahmet Asım                                             | İzmir Kadı Müşaviri                                                            |
| 43                                                               | Nâtık                                                  | ex İstanbul Muhafızı                                                           |
| 44                                                               | Âdil                                                   | ex Ministro degli Interni                                                      |
| 45                                                               | Mehmet Ali Bey                                         | ex Ministro degli Interni                                                      |
| 46                                                               | Salim Mirimiran                                        | ex Governatore and Deputato Sindaco di Edirne                                  |
| 47                                                               | Hoca Raish-zâde İbrahim                                | Mutasarrıf per i greci a Kütahya                                               |
| 48                                                               | Abdurrahman                                            | Governatore di Adana durante la Guerra franco-turca                            |
| 49                                                               | Ömer Fevzi                                             | Membro del Parlamento da Şarkikarahisar                                        |
| 50                                                               | Adil                                                   | Mülazım, conosciuto come "torturatore"                                         |
| 51                                                               | Refik                                                  | Mülazım, conosciuto come "torturatore"                                         |
| 52                                                               | Şerif                                                  | ex Kaymakamı di Kırkağaç                                                       |
| 53                                                               | Mahmut Mahir                                           | ex Mutasarrıfı di Çanakkale                                                    |
| 54                                                               | Emin                                                   | ex Merkez Kumandanı di İstanbul                                                |
| 55                                                               | Sadullah Sami                                          | ex Kaymakamı di Kilis                                                          |
| 56                                                               | Osman Nuri                                             | ex Mutasarrıf di Bolu and ex Dahiliye Nezareti Dava Vekili                     |
| Çerkes Ethem e complici                                          |                                                        |                                                                                |
| 57                                                               | Çerkes Ethem                                           |                                                                                |
| 58                                                               | Reşit                                                  | fratello di Çerkes Ethem                                                       |
| 59                                                               | Tevfik                                                 | fratello di Çerkes Ethem                                                       |
| 60                                                               | Eşref Kuşçubaşı                                        |                                                                                |
| 61                                                               | Hacı Sami                                              | fratello di Eşref Kuşçubaşı                                                    |
| 62                                                               | İzmirli Küçük Ethem                                    | Capitano, ex Kaymakamı di Akhisar                                              |
| 63                                                               | Düzceli Mehmet oğlu Sami                               |                                                                                |
| 64                                                               | Burhaniyeli Halil İbrahim                              |                                                                                |
| 65                                                               | Demirkapılı Hacı Ahmet                                 | da Susurluk                                                                    |
| Inviati partecipanti al Çerkes Kongresi                          |                                                        |                                                                                |
| 66                                                               | Bağ Osman                                              | da Sümbüllü köyü, Hendek                                                       |
| 67                                                               | İbrahim Hakkı                                          | ex Mutasarrıfı di İzmit                                                        |
| 68                                                               | Sait Beraev                                            |                                                                                |
| 69                                                               | Tahir Berzek                                           |                                                                                |
| 70                                                               | Maan Şirin                                             | da Harmantepe köyü, Adapazarı                                                  |
| 71                                                               | Hüseyin figlio di Hoca Ömer                            | da Teke köyü, Söke Ereğlisi                                                    |
| 72                                                               | Bağ Kamil                                              | da Talustanbey köyü, Adapazarı                                                 |
| 73                                                               | Hamete Ahmet                                           |                                                                                |
| 74                                                               | Maan Ali                                               |                                                                                |
| 75                                                               | Harun Reşit                                            | da Karaosman köyü, Kirmastı                                                    |
| 76                                                               | Eskişehirli Hızır Hoca                                 |                                                                                |
| 77                                                               | İsa                                                    | figlio di Bigalı Nuri Bey                                                      |
| 78                                                               | Lampaz Yakup                                           | da Şahinbey köyü, Adapazarı                                                    |
| 79                                                               | Kumpat Hafız Sait                                      | da Bayramiç köyü, Gönen                                                        |
| 80                                                               | Sait                                                   | davavekili da İzmir                                                            |
| 81                                                               | Şamlı Ahmet Nuri                                       |                                                                                |
| Ufficiali di Polizia                                             |                                                        |                                                                                |
| 82                                                               | Tahsin                                                 | ex Direttore della Polizia di Istanbul                                         |
| 83                                                               | Kemal                                                  | ex Assistente Direttore della Polizia di İstanbul                              |
| 84                                                               | Ispartalı Kemal                                        | assistente direttore di Emniyeti Umumiye                                       |
| 85                                                               | Hafız Sait                                             | ex İstanbul Polis Müdüriyeti Birinci Kısım Başmemuru                           |
| 86                                                               | Şeref                                                  | ex İstanbul Polis Müdüriyeti Birinci Şube Müdürü                               |
| 87                                                               | Hacı Kemal                                             | ex Merkez Memuru di Arnavutköy                                                 |
| 88                                                               | Nedim                                                  | Commissario di Şişli                                                           |
| 89                                                               | Fuat                                                   | ex İzmir Merkez Memuru Direttore della Polizia di Edirne e Kaymakamı di Yalova |
| 90                                                               | Yolgeçenli Yusuf                                       | ufficiale di polizia in Adana                                                  |
| 91                                                               | Sakallı Cemil                                          | ex Merkez Memuru di Unkapanı                                                   |
| 92                                                               | Mazlum                                                 | ex Merkez Memuru di Büyükdere                                                  |
| 93                                                               | Fuat                                                   | ex İkinci Komiseri di Beyoğlu                                                  |
| Giornalisti                                                      |                                                        |                                                                                |
| 94                                                               | Mevlânzade Rıfat                                       | proprietario del Serbestî e membro del Partito Libertà e Accordo               |
| 95                                                               | Sait Molla                                             | proprietario dell'İstanbul Gazetesi, stampato in turco                         |
| 96                                                               | İzmirli Hafız İsmail                                   | proprietario and ex editore di Müsavat Gazetesi e membro del Darülhikmet       |
| 97                                                               | Refik Halit Karay                                      | proprietario dell'Aydede Gazetesi & ex Posta Telgraf Müdür-ü Umumisi           |
| 98                                                               | Bahriyeli Ali Kemal                                    | proprietario del Bandırma Adalet Gazetesi                                      |
| 99                                                               | Neyir Mustafa                                          | proprietario del Hakikat Gazetesi a Salonicco Teemin e Elyevm a Edirne         |
| 100                                                              | Ferit                                                  | ex editore di Köylü Gazetesi                                                   |
| 101                                                              | Refii Cevat Ulunay                                     | proprietario dell'Alemdar Gazetesi                                             |
| 102                                                              | Pehlivan Kadri                                         | di Alemdar Gazetesi                                                            |
| 103                                                              | Fânî-zâde Ali İlmi                                     | proprietario del Ferda Gazetesi in Adana                                       |
| 104                                                              | Trabzonlu Ömer Fevzi                                   | uno dei proprietar deli Balıkesir İrşad Gazetesi                               |
| 105                                                              | Hasan Sadık                                            | proprietario del Halep Doğru Yol Gazetesi                                      |
| 106                                                              | İzmirli Refet                                          | proprietario e direttore di Köylü Gazetesi                                     |
| Altri                                                            |                                                        |                                                                                |
| 107                                                              | Tarsuslu KamilPasciàzade Selami                        |                                                                                |
| 108                                                              | Tarsuslu KamilPasciàzade Kemal                         |                                                                                |
| 109                                                              | Süleymaniyeli Kürt Hakki                               |                                                                                |
| 110                                                              | İbrahim Sabri figlio di Şeyhülislam Mustafa Sabri Hoca |                                                                                |
| 111                                                              | Bursalı Cemil                                          | proprietario agricolo                                                          |
| 112                                                              | Çerkes Ragıp                                           | conosciuto per essere una spia inglese                                         |
| 113                                                              | Haçinli Kazak Hasan                                    | ufficiale durante l'invasione francese                                         |
| 114                                                              | Süngülü Davut                                          | capo bandito                                                                   |
| 115                                                              | Çerkes Bekir                                           | Binbaşı                                                                        |
| 116                                                              | Necip                                                  | cognato di Bursalı Cemil                                                       |
| 117                                                              | Ahmet Hulusi                                           | ex Umur-u İslamiye Müfettişi di İzmir                                          |
| 118                                                              | Uşaklı Madanoğlu Mustafa                               |                                                                                |
| 119                                                              | Remzi figlio di Yusuf                                  | da Tuzakçı köyü, Gönen                                                         |
| 120                                                              | Zühtü figlio di Hacı Kasım                             | da Bayramiç köyü, Gönen                                                        |
| 121                                                              | Şakir figlio di Kocagözün Osman                        | da Balcı köyü, Gönen                                                           |
| 122                                                              | Koç Ali figlio di Koç Mehmet                           | da Muratlar köyü, Gönen                                                        |
| 123                                                              | Aziz figlio di Mehmet                                  | da Ayvacık köyü, Gönen                                                         |
| 124                                                              | Osman figlio di Bağcılı Ahmet                          | da Keçeler köyü, Gönen                                                         |
| 125                                                              | İzzet figlio di Molla Süleyman                         | da Yıldız köyü, Susurluk                                                       |
| 126                                                              | Kara Kâzım figlio di Hüseyin                           | da Muratlar köyü, Gönen                                                        |
| 127                                                              | Arap Mahmut figlio di Bekir                            | da Balcı köyü, Gönen                                                           |
| 128                                                              | Gardiyan Yusuf                                         | da Rüstem köyü, Gönen                                                          |
| 129                                                              | Eyüp figlio di Ömer                                    | da Balcı köyü, Gönen                                                           |
| 130                                                              | İbrahim Çavuş figlio di Talustan                       | da Keçeler köyü, Gönen                                                         |
| 131                                                              | İbrahim figlio di Topallı Şerif                        | Balcı köyü, Gönen                                                              |
| 132                                                              | İdris figlio di Topal Ömer                             | da Keçeler köyü, Gönen                                                         |
| 133                                                              | Kurhoğlu İsmail                                        | da Bolcaağaç köyü, Manyas                                                      |
| 134                                                              | Canpolat figlio di Muhtar Hacı                         | da Keçeler köyü, Gönen                                                         |
| 135                                                              | İshak figlio di Yusuf                                  | da Kayapınar köyü, Marmara                                                     |
| 136                                                              | Sabit figlio di Ali Bey                                | da Kızlık köyü, Manyas                                                         |
| 137                                                              | Selim figlio di Veli                                   | da Balcı köyü, Gönen                                                           |
| 138                                                              | Osman figlio di Makinacı Mehmet                        | da Çerkes Mahallesi, Gönen                                                     |
| 139                                                              | Kâmil figlio di Kadir                                  | da Değirmenboğazı köyü, Manyas                                                 |
| 140                                                              | Galip figlio di Hüseyin                                | da Keçidere köyü, Gönen                                                        |
| 141                                                              | Salih figlio di Çerkes Sait                            | da Hacıyakup köyü, Manyas                                                      |
| 142                                                              | İsmail fratello di Maktul Şevket                       | da Hacıyakup köyü, Manyas                                                      |
| 143                                                              | Deli Kasım figlio di Abdullah                          | da Keçeler köyü, Gönen                                                         |
| 144                                                              | Kemal figlio di Hasan Onbaşı                           | da Çerkes Mahallesi, Gönen                                                     |
| 145                                                              | Kâzım Efe                                              | fratello di Kâmil figlio di Kadir da Değirmenboğazı köyü, Manyas               |
| 146                                                              | Pallaçoğlu Kemal                                       | da Kızlık köyü, Gönen                                                          |
| 147                                                              | Tuğoğlu Mehmet                                         | da Keçeler köyü, Gönen                                                         |
| 148                                                              | Peral Leriş                                            | da Kocanaip köyü, Ertuğrulgazi                                                 |
| 149                                                              | Çağlar Akdemir                                         | da Dingiller köyü, Niğde                                                       |
| 150                                                              | Çise Osmanoğlu                                         | da Midilli köyü                                                                |